# Mathias Frank
Mathias Frank (Roggliswil, 9 de dezembro de 1986) é um ciclista suíço, membro da equipa IAM Cycling.

## Palmarés
2006 (como amador)
- 1 etapa do Tour dês Aéroports

2007 (como amador)
- Tour de Thuringe, mais 1 etapa
- 1 etapa do Grande Prêmio Guillermo Tell

2008
- Grande Prêmio de Schwarzwald
- 3º no Campeonato da Suíça em Estrada

2009
- Grande Prêmio Guillermo Tell
- 2º no Campeonato da Suíça de Contrarrelógio
- 2º no Campeonato da Suíça em Estrada

2011
- 3º no Campeonato da Suíça de Contrarrelógio

2013
- 2 etapas da Volta a Áustria
- 1 etapa do USA Pro Cycling Challenge

2014
- 1 etapa do Critérium Internacional
- 1 etapa da Volta a Baviera

2015
- 3º no Campeonato da Suíça em Estrada

## Resultados nas grandes voltas
| Corrida            | 2008 | 2009 | 2010 | 2011 | 2012 | 2013 | 2014 |
| ------------------ | ---- | ---- | ---- | ---- | ---- | ---- | ---- |
| Giro d'Italia      | -    | -    | -    | 85º  | 83º  | -    | -    |
| Tour de France     | -    | -    | Ab.  | -    | -    | -    | Ab.  |
| Vuelta a España    | Ab.  | -    | -    | 94º  | -    | -    | -    |
| Mundial em Estrada | -    | -    | -    | -    | 63º  | -    | -    |